# Opistophthalmus
Opistophthalmus is een geslacht van schorpioenen uit de familie Scorpionidae. Het omvat soorten die worden aangeduid als gravende schorpioenen en voorkomen in zuidelijk Afrika.
Deze schorpioenen leven in holen die ze waarschijnlijk alleen verlaten voor de paring. Het zijn zwaargebouwde schorpioenen met brede, krachtige klauwen. De steek van deze schorpioenen is pijnlijk, maar voor mensen niet bedreigend. O. carinatus is de wijdverspreidste soort uit het geslacht en komt voor in de drogere gebieden van zuidelijk Afrika.